# Eusebius Schenck

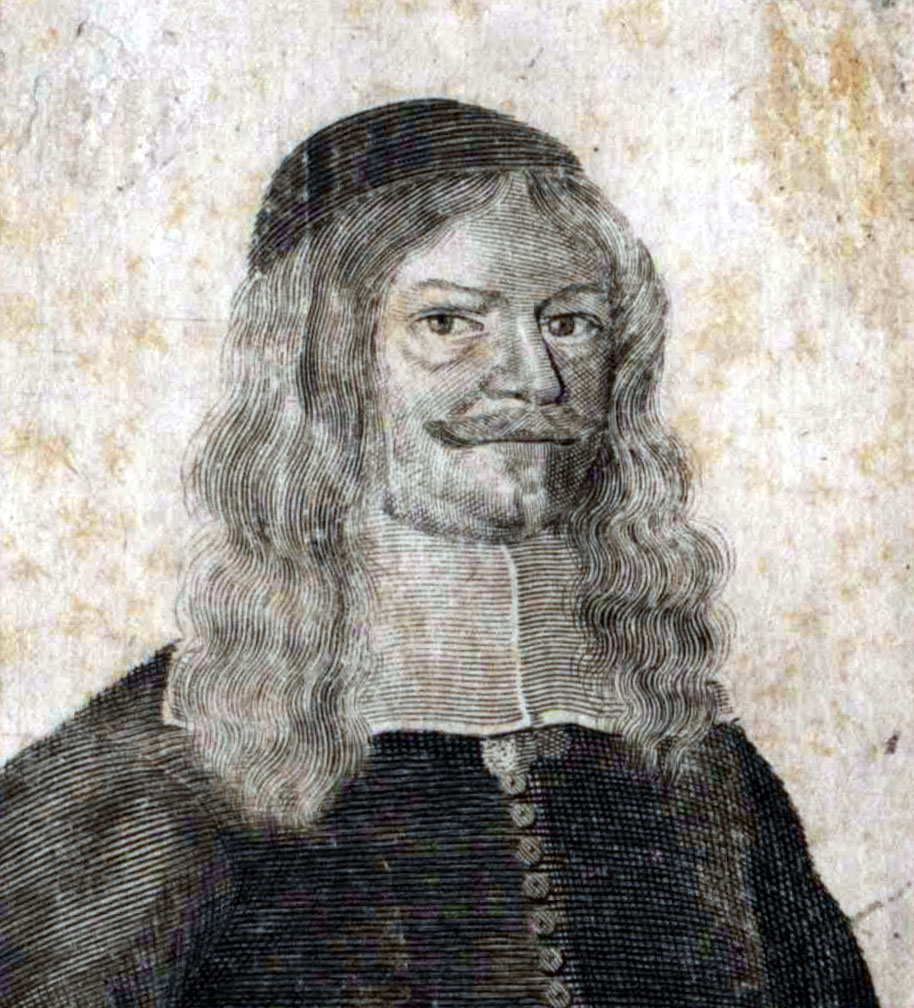
Eusebius Schenck

Eusebius Schenck, auch genannt von Burgstadt (* 11. April 1569 in Chrobold; † 28. Oktober 1628 in Jena), war ein böhmischer Mediziner.

## Leben
Schenck war Sohn des Pastors Petrus Schenck von Burgstadt († 1570) und dessen Frau Rebecca Gesner, Tochter des Zwickauer Stadtrichters Ambrosius Gesner. Nach dem Tod des Vaters kam er 1570 mit seiner Mutter nach Annaberg, wo er bis zum 12. Lebensjahr die Schule besuchte. 1580 wechselte er an die Ratsschule in Zwickau, welche unter der Leitung des Rektors Paul Obermeier († 2. Dezember 1589) stand. Im März 1590 bezog er die Universität Jena, wo er philosophische und medizinische Studien, unter anderem bei Johannes von Schröter und Zacharias Brendel dem Älteren, absolvierte. 1596 erhielt er eine Stelle als Gymnasialprofessor und Konrektor in Graz. Von dort aus unternahm er 1599 und 1602 Studienreisen nach Italien, welche ihn unter anderem nach Padua (1599), Venedig, Florenz, Genua und am 26. August 1603 nach Perugia führten. Sein Grazer Amt legte er 1604 nieder und gelangte wieder nach Sachsen. Am 10. Dezember 1604 promovierte er in Jena unter Johann Friedrich Schröter zum Doktor der Medizin. Danach war er als praktischer Arzt in Zwickau tätig.
1609 übernahm er eine Hofarzt- und Stadtsyndicusstelle in Gera. 1618 zog er als Professor der Anatomie, Chirurgie und Botanik an die Universität Jena. Hier beteiligte er sich auch an den organisatorischen Aufgaben der Salana. So war er einige Male Dekan der medizinischen Fakultät und in den Wintersemestern 1620 sowie 1626 Rektor der Alma Mater. Im Oktober 1628 starb er an den Folgen eines am 17. Januar 1628 erlittenen Herzinfarkts. Sein Leichnam wurde in der Jenaer Kollegienkirche beigesetzt, wo man ihm im April 1631 ein Epitaph errichtete. Beim Bombenangriff auf Jena im Februar 1945 wurde dieses zerstört.
Schenck verheiratete sich am 28. Oktober 1606 in Chemnitz mit Ursula Regina Neefe (* 10. Oktober 1585 in Chemnitz; † 14. August 1622 in Jena), der Tochter des Stadtrichters und Handelsmannes Zacharias Neefe (* 24. Februar 1551 in Chemnitz; † 3. Mai 1595 ebenda) und dessen Frau Regina Uswald (* 25. Juli 1560 in Chemnitz; begr. 9. Juni 1623 ebd.), Tochter von Wenzel Uswald. Aus der Ehe stammen Kinder.
- Tochter Regina Schenck (* 17. März 1608; † 8. Mai 1655) ⚭ 1. am 3. März 1628 mit Jacob Fomann († 17. Februar 1637), dem Sohn des Jenaer Professors Ortolph Fomann; 2. am 19. Juni 1643 den Juristen Hieronymus Mühlpfort
- Anna Magdalena Schenck († 1637) ⚭ Nathan Voigt (Voit), Stadtphysikus in Zerbst
- Johann Theodor Schenck (* 15. August 1619; † 21. Dezember 1671), Professor der Medizin in Jena[2]

## Werke (Auswahl)
- Peri Ouranou dialexis philosophike. Jena 1592 (daten.digitale-sammlungen.de).
- De Convulsione Themata Medica. Jena 1604 (gdz.sub.uni-goettingen.de).